# Karusse
Karusse (Carassius carassius) er en fisk i Karpefamilien (Cyprinidae). Den er beslægtet med Guldfisk.
Karussen findes i ferskvand i det meste af Europa og Asien. Fiskens levesteder omfatter søer, damme og rolige vandløb.
Der findes to former: Damkarussen og Søkarussen. Damkarussen er slank, bliver normalt kun 15 cm lang og overstiger kun sjældent 1,5 kg. Søkarussen er meget højrygget og kan blive 45 cm og veje så meget som 3,5 kg. Føden er smådyr og plantedele.
Karussen har en meget speciel fysiologi, som gør den særdeles hårdfør over for iltmangel og forurening. De besidder evnen til anaerob respiration, hvor slutproduktet er ethanol (alcohol), som så ophober sig i musklerne og leveren. Som ethanol-niveauet efterhånden øges, udskilles det som ekskrementer. Det er experimentelt bevist, at de på denne måde kan klare sig under anaerobe forhold i mindst 140 dage. Denne anaerobe respiration forløber bedst ved lave temperaturer og kan finde sted ved helt ned til 0° C.

Damkarussen lever som regel i små damme og søer, hvor de normalt opnår en "tusindebrødre bestand", som påvirker størrelsen i negativ retning og de bliver ikke meget større end op til 1000 g.[kilde mangler]
Karussen er beslægtet med Guldfisk, men i modsætning til Guldfisken og dens hybriders konkave finner, har Karussen konvekse finner.
Havkarussen, der er en havlevende fisk, er af læbefiskfamilien og dermed ikke i familie med karussen.
Verdensrekorden, og dermed også danmarksrekorden, blev fanget af Lars Rytter på Sjælland i 2006 og vejede 3,850 kg. Det menes at under optimale forhold kan karussen opnå en maximal vægt på omkring 4 – 4,5 kg.
Karussen er en yndet spisefisk flere steder og i Polen, hvor den ofte spises med cremé frâiche (karasie w śmietanie), anses den for den bedste stege-fisk.